# Oberhoffen-sur-Moder
Oberhoffen-sur-Moder település Franciaországban, Bas-Rhin megyében. Lakosainak száma 3878 fő (2022. január 1.). Oberhoffen-sur-Moder Bischwiller, Drusenheim, Haguenau, Kaltenhouse, Rohrwiller és Schirrhein községekkel határos.

## Népesség
A település népességének változása:
| Lakosok száma | 3419 | 3441 | 3492 | 3486 | 3495 | 3497 | 3650 | 3764 | 3878 |
|               | 2013 | 2015 | 2016 | 2017 | 2018 | 2019 | 2020 | 2021 | 2022 |